# Josip Zvonimir Pekanović
Josip Zvonimir Pekanović (negdje kao: Josip Pekanović i Josip Z. Pekanović) (Sombor, 27. kolovoza 1941.) je bački hrvatski političar i kulturni djelatnik iz Sombora.
16. travnja 2005. na sjednici je postao predsjednikom Hrvatskog nacionalnog vijeća SiCG.
U prosincu 2005. u razgovoru za Glas Amerike je osudio komadanje hrvatske zajednice u Vojvodini i Srbiji na manje cjeline, izmišljanjem novih neutemeljenih naroda. Istakao je "Bunjevci u SiCG su dobili svoju zastavu, paralelno sa Hrvatima. To je apsurdno, to je smisljeno da se i dalje cijepa hrvatski korpus u Srbiji.", nastavivši kako je u Srbiji u tijeku "dijeljenje Hrvata na Bunjevce, Šokce i ostale", dodavši da je ta podjela "izvrsena jos pocetkom '90-ih godina u vrijeme Miloševićevog režima kada se sustavno nastojalo minimizirati Hrvate i prikazati da ih živi u Srbiji mnogo manje nego što jeste, pa se prigodom popisa 1991. godine pojavila ta rubrika: Bunjevac i Šokac. To je povuklo jedan dio Hrvata koji su se plasili izjasniti onim sto jesu."
S njegovim izborom za predsjednika HNV RS nije se složila Hrvatska bunjevačko-šokačka stranka, kao ni s time da on predstavlja vojvođanske Hrvate u samoj Vojvodini, pred predstavnicima hrvatskog Sabora, ministarstava i Vlade RH, kao i pred Europskim parlamentom u Strasbourgu. Priopćenje o tome je 4. veljače 2006. uputila Vjesniku, Hrvatskom slovu i Glasu Slavonije. Isto su argumentirale preslikom iz subotičkog lista Bunjevačko šokačkih novina, godina II, br. 4, od 16. ožujka 1994. (list je poslije izbacio "šokački" iz imena) u kojem je izašao razgovor s ovim političarom, u kojem se izjasnio kao Bunjevac i kao Jugoslaven. Prikazali su ga zastupnikom vojvođanskih Hrvata upitne kvalitete ("sumnjive nacionalne i političke prošlosti"), jer je pokazao čudan "kopernikanski" obrat, od tvrdokornog i "ortodoksnog "Bunjevca" iz 1994. u danas najvećeg Hrvata na prostorima Vojvodine".
12. veljače 2007. je podnio ostavku na mjesto predsjednika HNV RS, nakon što je skupina članova HNV RS koja je bila nezadovoljna njegovim radom i "načinom na koji je zastupao interese hrvatske zajednice" sazvala raspravu o njegovoj smjeni.
2008. je bio predsjednikom somborske podružnice Demokratske zajednice Hrvata.